# 古里耶夫斯克區 (科麥羅沃州)

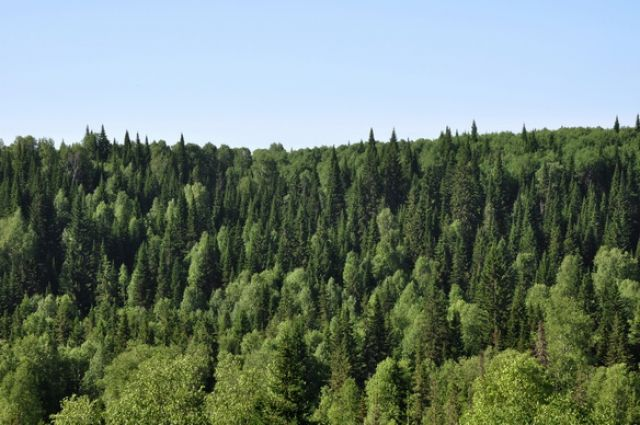

54°17′N 85°56′E / 54.283°N 85.933°E
古里耶夫斯克區（俄语：Гурьевский муниципальный округ），是俄羅斯的一個區，位於該國南部，由科麥羅沃州負責管轄，始建於1988年，面積2,180平方公里，2010年人口10,617，人口密度每平方公里4.87人。